# Jimmy Sedlar
James Paul „Jimmy“ Sedlar (* 7. Juli 1928; † 5. Februar 2025) war ein US-amerikanischer Jazz- und Unterhaltungsmusiker (Trompete).

## Leben und Wirken
Sedlar stammte aus Calumet (Michigan) und verfolgte während seiner Highschoolzeit zunächst eine Hockey- und Footballkarriere, bevor er Bigband-Trompeter wurde. In den 1950er Jahren spielte er im Johnny Long Orchestra, bevor er sich in New York als Studiomusiker, Orchestermusiker am Broadway und Bandleader betätigte. Erste Aufnahmen entstanden 1960 bei Jim Tyler and His Orchestra, in dem er an der Seite von Jimmy Nottingham, Dick Perry, Ernie Royal und Nick Travis spielte. Des Weiteren war er Mitglied des von Peter Matz geleiteten No Strings Sextet, dem auch Joe Benjamin, Wally Kane und Aaron Sachs angehörten. Mit Ernie Royal, Seldon Powell, Buddy Lucas, Paul Griffin, Eric Gale, Chuck Rainey, Bernard Purdie bildete er 1967 die Studioband The Soul Finders, die zwei LPs bei RCA Camden vorlegte.
Sedlars Solokarriere umfasste LP- und Single-Produktionen für Kapp und Dunhill Records im Stil des Easy Listening, meist Coverversionen von Pophits als Jimmy Sedlar and His Orchestra (Tall Man With a Horn) bzw. von Titelmelodien von Spielfilmen (wie aus Our Man Flint) als Jimmy Sedlar His Trumpet & Orchestra (Movie Hits of ’66). Er trat auch in der Tonight Show, dem Barbra Streisand Spectacular und mehreren Jackie Gleason Shows auf. Außerdem arbeitete er mit Jimmy Smith, Laura Nyro und Janis Ian zusammen. Im Bereich des Jazz war er laut Tom Lord zwischen 1960 und 1982 an 23 Aufnahmesessions beteiligt, u. a. auch mit Garry Sherman, Richard Maltby, Charlie Mariano (A Jazz Portrait of Charlie Mariano), Ethel Ennis, Ruth Brown, Candido Romero, Grant Green, Sonny Stitt, The Heath Brothers, Ellerine Harding und Teresa Brewer. Er starb 96-jährig in Florida.

## Diskographische Hinweise
- Jimmy Sedlar and His Orchestra: Tall Man with a Horn (Kapp, 1964)
- Jimmy Sedlar His Trumpet & Orchestra: Movie Hits of ’66 (Kapp, 1966)